# Kawasaki KZ1100
La Kawasaki KZ1100, también conocida como Kawasaki KZ1100A fue una motocicleta  tipo crucero, o turismo o por su potencia superbike de tamaño peso medio alto fabricada por Kawasaki desde 1982 a 1985. Como su hermana estándar (la Z1100) tenía un desplazamiento de 1082 cc de un motor de 4 cilindros en línea transversal, 8-válvulas con una potencia de 108 CV, que podía servir como motocicleta citadina de trabajo o para carretera y turismo, logrando velocidades de crucero cómodas de 120 km/h pero alcanzando 160 km/h en pocos segundos. El cuarto de milla lo realizaba en 11.6 segundos a 117,6 mph (189,3 kilómetros por hora) su velocidad máxima era de 140 mph / 226 km/h. Su suspensión delantera era demasiado suave, suavidad que se notaba al tomar las curvas, donde tendía a bambolear para arriba y para abajo como "búfalo de agua". Comparado con la Z1100 su manillar era más alto.